# Audicom
Audicom fue el primer sistema del mundo en grabar y reproducir audio desde una computadora PC iniciando en 1988 la era de la grabación digital que eliminaría a los grabadores de 
cinta magnética y de cassette empleados durante medio siglo. 

## La invención del Audicom
Esta tecnología fue creada en Argentina por un grupo de ingenieros dirigido por Oscar Bonello, profesor de la Universidad de Buenos Aires, que comenzó a desarrollar en 1984 la idea de la 
grabación digital en disco duro de PC.  Esta invención  ha cambiado la manera en que hoy grabamos y reproducimos el sonido o lo escuchamos por streaming.   El Audicom necesitó de la creación de  una tecnología de compresión de datos que pudiera reducir el tamaño de los archivos digitales de audio. Esta tecnología creada por Bonello y su equipo,  hoy se denomina codificación perceptual y es la base de todos los sistemas que hoy se usan en el mundo. Por su experiencia en el campo de la Psicoacústica, él consideró que la solución para reducir los datos digitales sería transmitir solamente una pequeña fracción de los mismos, seleccionados para lograr que el enmascaramiento de bandas críticas del oído impidiera notar la ausencia de la información faltante. Esta es una propiedad del oído humano, conocida desde hace muchos años,  pero sin aplicaciones prácticas y que por primera vez fue utilizada en este campo. Esta idea resultó precursora de otras formas de compresión que aparecieron posteriormente como MP3, AAC, Opus, etc que se basaron exactamente en el mismo principio de psicoacústica. También fue necesario inventar la primera placa de audio del mundo para poder grabar y reproducir audio fielmente en el rango de 20 Hz a 20.000 Hz

El equipo de desarrollo incluyó a varios ingenieros entre los que se destacaron  Ricardo Sidoti y Elio Demaria que realizaron el hardware incluyendo la programación de los integrados con compuertas de lógica programable. A su vez el driver y la aplicación de usuario fueron desarrollados por Gustavo Pesci. Posteriormente se agregó al grupo Sebastián Ledesma autor de todas las versiones modernas a partir del Audicom 5. Fue él quien mediante algoritmos de inteligencia artificial logró realizar la tecnología propuesta por Bonello de un sistema de armado de bloques musicales AutoDJ que trabaja con la perfección del mejor DJ humano pero que además crea bloques de tiempo exacto, cosa imposible anteriormente en radiodifusión.
Esta invención fue inmediatamente aplicada en radioemisoras, sistemas de sonido, estudios de grabación  y sonido en espectáculos,  logrando una inmediata repercusión en la ingeniería de audio y hasta en medios periodísticos.

El desarrollo fue realizado en Solidyne, una empresa privada que solventó durante 5 años los costos de este proyecto.  Pero la empresa entendió que esta invención era demasiado importante para que millones de personas pudieran usarla libremente y decidió no solicitar patentes de invención. Para evitar futuras discusiones y  dejar constancia de su invención y de su existencia como un producto comercial de libre disponibilidad, publicó una nota en la edición internacional de AES Journal que fue el primer ofrecimiento de un producto capaz de grabar y reproducir audio  digitalmente desde una PC estándar. La liberación de patentes, debido a que este anuncio internacional se complementa con que nunca las solicitamos,  permitió la rápida difusión de la grabación y reproducción de audio en PC y más tarde en celulares en todo el mundo.

## La automatización de radio en PC

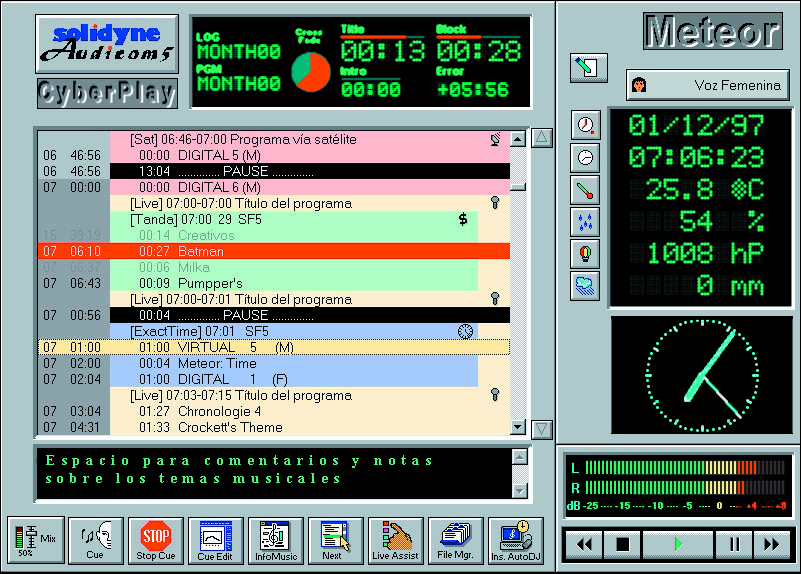
Audicom 5 Solidyne operando en Windows 98

La primera aplicación de la grabación y reproducción en PC fue en la automatización de las estaciones de radio de AM y FM. Para ello se desarrolló un software de automatización de Música y avisos comerciales que fue presentado al año siguiente, en 1989, en el salón dorado de la Secretaría de Comunicaciones de Argentina, hoy centro Cultural CCK, ante la prensa y los ingenieros de las estaciones de radiodifusión.  
En 1990 fue presentado en la exhibición internacional de radiodifusión de la NAB (Asociación de Radiodifusores de USA)  en Atlanta, USA.  
Fue el único sistema en su tipo en dicha exhibición y motivó el comentario del presidente de la NAB:  «Esto no es un simple adelanto; es la re-invención de la Radio…»
El Audicom estaba compuesto de un software de usuario que operaba en una IBM PC y una placa de audio con compresión por hardware pues pasaron muchos años hasta que una PC tuviera el poder de cálculo necesario para procesar los algoritmos de compresión de datos de audio.  Obviamente al no existir placas de audio en el mercado, tampoco existían fabricantes de circuitos integrados para esa tarea. La placa Audicom entonces fue diseñada usando integrados de lógica CMOS y realizaba la compresión de datos por hardware, en tiempo real.
El software permite grabar música en diversos directorios, o copiarla desde CDs u otras fuentes. También grabar anuncios comerciales que eran armados automáticamente sobre la base de los contratos comerciales con clientes y agencias de publicidad. A partir de la versión 5.0 fue posible emplear un sistema de armado automático de bloques de música scheduler introduciendo a la  inteligencia artificial en este campo.  Fue entonces posible ajustar con precisión, mediante el AutoDJ,  los bloque musicales con precisión de 0,5 seg sin cortar ningún tema musical, simplemente combinando la duración de los temas y agregando anuncios de la programación de la radio y cerrando con un arpegio.  Esto permite operar a tiempo exacto para entrar en cadena con otras radios o para dar entrada a la hora oficial. También se agregó a partir de la versión 9 un sistema para realizar informes periodísticos remotos  con teléfono celular desde cualquier lugar del mundo. La noticia es automáticamente enviada al aire unos segundos después, siendo compensada la duración de esta interrupción con el bloque musical siguiente realizado con AutoDJ de tiempo exacto de manera de lograr que las noticias no-programadas no cambien  los tiempos del resto de la programación. Hasta el día de hoy no existe otro software que permita el ajuste en tiempo exacto que hace el AutoDJ. Otra novedad, en 1992, fue el anuncio pregrabado del estado del tiempo basado en las voces de tres locutores que operaban en forma automática. También manejaba una estación meteorológica fabricada por Solidyne en la época en que era imposible obtener datos meteorológicos locales que hoy provienen de aeropuertos geográficamente cercanos.
Después de más de 30 años, hoy todas las radios del mundo usan la tecnología base creada para el Audicom y que siempre ha sido libremente fabricada por muchas compañías alrededor del mundo. La rápida expansión de esta invención, debida a la liberación de regalías, cambió el mundo de la radio y del streaming.

## Audicom radio visual

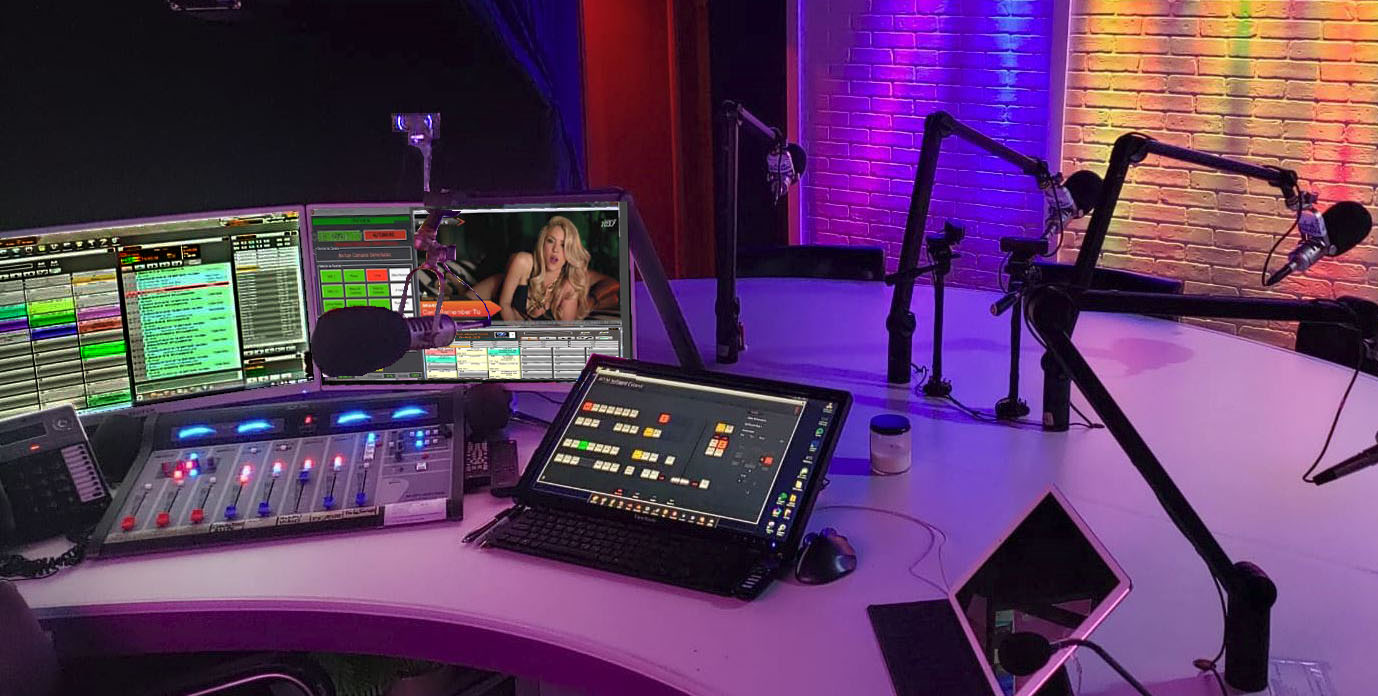
Estudio de Radio Visual con Audicom y servicio de CLOSE en emisora XLevel de Puerto Rico. Las cámaras de video son USB con Auto-Focus. La consola de audio conmuta automáticamente las cámaras enfocando a la persona que habla

Basado en el éxito de audiencia de algunas transmisiones radiales combinadas con emisiones de TV, surge en Solidyne la idea de dotar al Audicom de la posibilidad de transmitir audio y video por Internet en simultáneo con la emisión normal en FM o AM o en forma de WEBradio. Para ello en 2012 es creado un módulo de software, que se agrega al Audicom, denominado HDVmixer cuya misión es manejar archivos de video y cámaras de video. El sistema es presentado en la exhibición internacional CAPER 2013, realizada en Buenos Aires. En 2016 el Audicom Video se presentó en la NAB, Las Vegas, con la marca AVRA con que se vende en USA. La presentación la realizó Alex Bonello, hijo del fundador de Solidyne, ofreciendo en nombre de su nueva empresa InSoft el HDVmixer como producto separado y ganando el premio Best of Show Award como mejor producto de la muestra. Hoy se sigue vendiendo en USA el HDVmixer para dotar de video a otros programas de automatización. La idea que posibilitó el éxito del Audicom + HDVmixer fue la de evitar que el operador de audio tuviera que manejar el switcher de video. Por lo tanto se lo dotó de un mezclador y programador automático de videos grabados y un sistema de conmutación automática de cámaras que le daba gran agilidad a la emisión de video sin recargar las tareas del operador de sonido. 
- Conmutación automática de cámaras de video: para ello se emplearon inicialmente sensores de dirección del sonido ubicados cerca de los micrófonos que determinaban que la cámara se conmutara a los periodistas o invitados que hablaban en ese momento para pasar de un plano general a un primer plano. Si el diálogo entre dos personas era frecuente en ese caso la pantalla se dividía en dos mitades.

- Sistema Incorporado en consolas: más adelante para evitar el uso de sensores y cables comenzaron a fabricarse todas las consolas de audio de Solidyne con la opción de tener una salida digital USB o IP para informar al software de manejo de cámaras cuál de los micrófonos está activo. Estos códigos son soportados por otras empresas como CLOSE RadioTV.[15]

A partir de 2018 cuando la Radio Visual ganaba en popularidad, con más de 900 estaciones en el aire, se vio la conveniencias de que pudieran ingresar a esta actividad las radios que no contaban con técnicos informáticos propios. Para ello se modificó al Audicom para trabajar con el servicio integral de CLOSE RadioTV, creado por Leonardo Bonello, que brinda soporte tanto al manejo de cámaras como a los servicios de streaming y manejo de redes sociales con sus propios servidores en varios continentes. Esta decisión permitió potenciar la calidad de video y la flexibilidad del sistema al tener un solo proveedor desde el micrófono hasta la audiencia.

## Placas Audicom

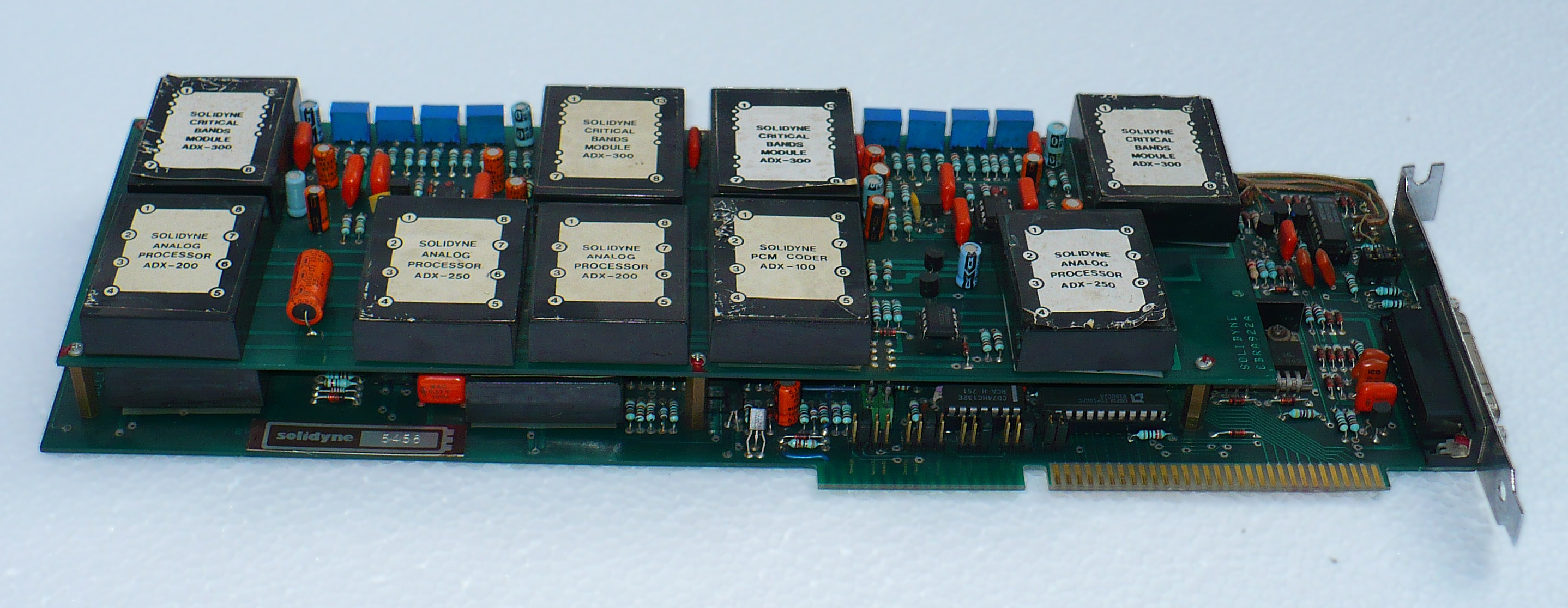
Placa Audicom ADX922 de 1988; Ha sido la primera placa de audio estéreo para PC de 16 bits del mundo. Permitía convertir una PC en un grabador/reproductor de audio digital con calidad de sonido profesional, reemplazando a los grabadores magnéticos de carrete abierto y casete que irían desapareciendo del mercado. Podía operar con compresión ECAM hasta 16:1

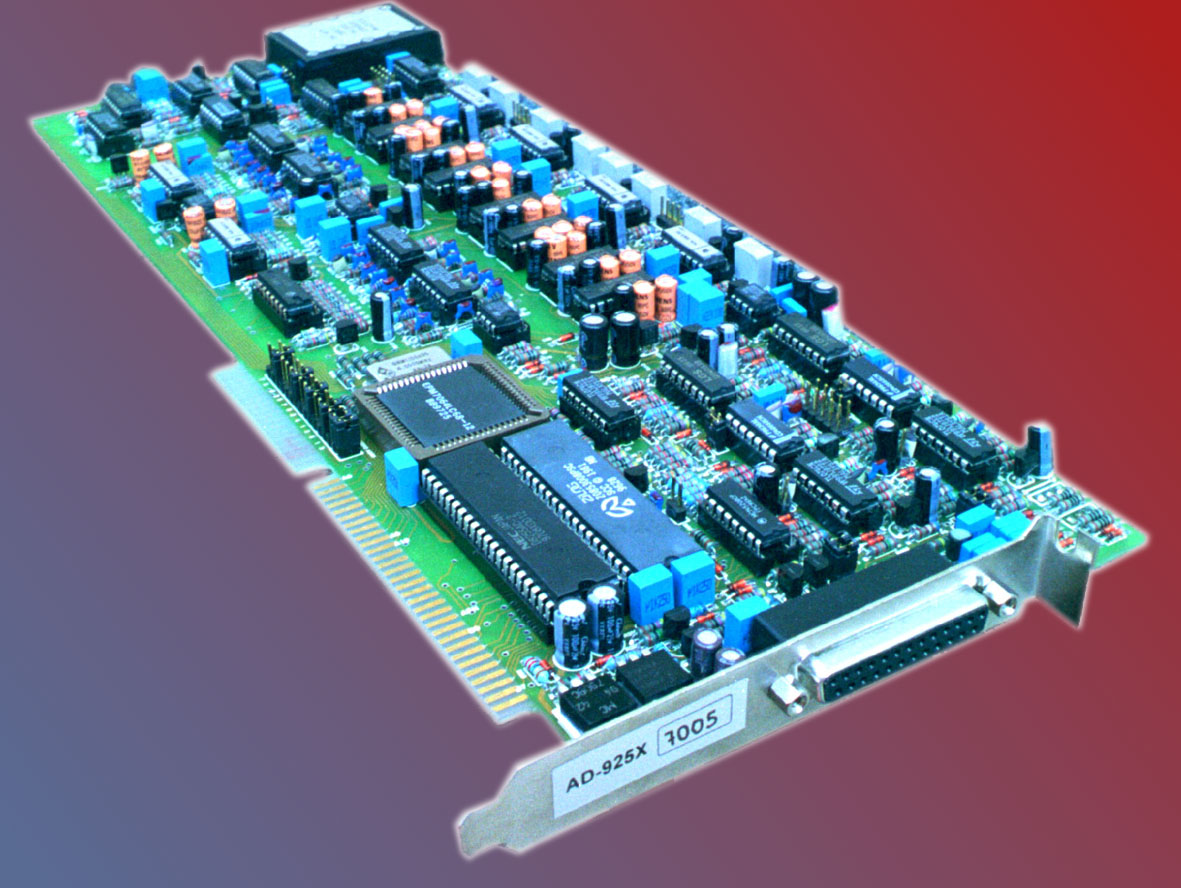
Placa estéreo con compresión de datos por hardware modelo 925X de 1996

La placa de audio original fue diseñada para el antiguo bus ISA de la IBM PC y funcionaba con acceso directo a memoria de la computadora. 
Versiones históricas de placas de audio:
- ADX903: primera versión, monoaural con estéreo sintetizado.  Con entradas y salidas balanceadas. Tenía conexiones GPIO por el antiguo puerto paralelo para  comandar dispositivos externos.
- ADX922: se agregó a la placa 903 el hardware necesario para operar en stereo con dos canales separados. Resultando una placa de dos pisos.
- ADX925: ofrecía una tercera salida mono para monitorear  en previo los archivos de audio
- ADX925X: integró toda la lógica en un chip Altera FPGA  y así se volvió al diseño de un solo piso.

## La tecnología ECAM
ECAM fue el nombre del algoritmo de compresión usado inicialmente en 1988. Divide la señal en cuatro bandas, para analizar y descartar en cada sub-banda las señales enmascaradas. Se emplearon en su diseño las curvas de enmascaramiento de Egan-Hake de 1950. Para reducir la cantidad de datos se emplearon codificadores A/D y D/A del tipo delta-adaptativo originalmente creados para comunicaciones de banda angosta pero que fueron modificados para operar entre 20 Hz y 20 kHz.
Durante los 5 años de desarrollo fueron realizados centenares de ensayos de audición de la calidad de sonido ante un auditorio de personas de variadas edades. Se empleó el método ABX de doble ciego para realizar comparaciones entre el sonido original y el comprimido para perfeccionar los parámetros de ajuste hasta lograr la  elevada calidad de sonido requerida en radiodifusión de FM. 

## Historia del software Audicom
Citamos la evolución de antiguas versiones 
- Audicom (1988): primera versión, incluyó la placa de audio con compresión de datos: ADX903
- Audicom II (1989): fue la primera versión lanzada al mercado en forma seriada. Usaba el sistema operativo DOS. Introdujo el concepto de Playlist para sistemas de computadora, y creó el concepto de Live Assist (asistente en vivo). Al trabajar en modo automático, la música era elegida de diferentes directorios de manera aleatoria no repetible en la programación, permitiendo rotar estilos a lo largo del día.
- Audicom 4 fue la primera versión para Windows (Windows 3.x), pero debido a problemas con la plataforma Win16 fue cancelado en favor de la plataforma Win32 (Audicom 5). El cambio provocó una demora al proyecto cercana a los 2 años.
- Audicom 5 Presentado en CAPER 1996: primera versión comercial en Windows. Existían dos versiones: con placas ECAM y multimedia. La versión multimedia incluía la opción de una placa co-procesadora de audio fabricada por Solidyne, que mediante un compresor-expansor de audio aumentaba el rango dinámico de las placas de sonido de aquella época suministrando entradas y salidas balanceadas de audio. Las nuevas placas ECAM permitían realizar "crossfade" y mezclas de audio en la misma placa. Los sistemas multimedia requerían dos placas para realizar esas operaciones. Operaba con una tercera placa si se deseaba tener reproducción de audio previo (Cue).
- Audicom 6 (2000): Trabajaba con placas de audio estándar. Introdujo un nuevo motor de play basado en DirectX, permitiendo realizar las mezclas en la misma placa de audio. Fue el primer sistema de radiodifusión en soportar MP3 permitiendo realizar crossfade entre dos archivos de MP3 de diferentes velocidades de muestreo y realizar el monitoreo de manera concurrente decodificado por software.
- Audicom 7 (2002): incluyó soporte para múltiples usuarios (permisos, atribuciones), manejo transparente de las terminales de red. Incorpora AutoEdit, una herramienta para eliminar silencios de forma automática en archivos MP3 sin necesidad de pasarlos a PCM y volver a comprimirlos.